# Oxyepoecus
Oxyepoecus es un género neotropical de hormigas de la familia Formicidae.
Tiene antenas de once segmentos con una maza apical de tres segmentos. Se sabe muy poco de su biología; no se la encuentra con frecuencia.
Es originario de Sudamérica, desde Colombia a Chile y Argentina.

## Especies
Contiene veinte especies:
- Oxyepoecus bidentatus Delsinne & Mackay, 2011
- Oxyepoecus browni Albuquerque & Brandão, 2004
- Oxyepoecus bruchi Santschi, 1926
- Oxyepoecus crassinodus Kempf, 1974
- Oxyepoecus daguerrei (Santschi, 1933)
- Oxyepoecus ephippiatus Albuquerque & Brandão, 2004
- Oxyepoecus inquilinus (Kusnezov, 1952)
- Oxyepoecus kempfi Albuquerque & Brandão, 2004
- Oxyepoecus longicephalus Albuquerque & Brandão, 2004
- Oxyepoecus mandibularis (Emery, 1913)
- Oxyepoecus myops Albuquerque & Brandão, 2009
- Oxyepoecus plaumanni Kempf, 1974
- Oxyepoecus punctifrons (Borgmeier, 1927)
- Oxyepoecus quadratus Albuquerque & Brandão, 2004
- Oxyepoecus rastratus (Mayr, 1887)
- Oxyepoecus reticulatus Kempf, 1974
- Oxyepoecus rosai Albuquerque & Brandão, 2009
- Oxyepoecus striatus Mackay & Delsinne, 2011
- Oxyepoecus vezenyii (Forel, 1907)
- Oxyepoecus vivax Kempf, 1974